# Ерозия на почвата
В геоморфологията дрейфът (или ерозията) е съвкупност от процеси, които премахват насипните материали от земната повърхност и ги транспортират до други места. Дрифтирането се извършва от мобилни агенти – движението на вода, вятър и ледници и за разлика от износването не се подпомага от скалните и зърнените фрагменти, открити при отстраняването на материала.
Материалите, върху които се пренася дрейфа и които се транспортират чрез него, се наричат алувий и са източник на утайка, която образува утаечни скали. Почвената ерозия е процес на механично разрушаване и отнасяне на почвата под влияние на водата или вятъра.
== Водна ерозия
Водната ерозия е резултат от разрушителното действие на течащата по повърхността вода. Нейното негативно влияние е по-силно при леките и безструктурни почви и по-слабо при по-тежките и богати на органично вещество почвени типове. Водната ерозия се проявява в три форми: площна (повърхностна), браздова (струйчеста) и ровинна (линейна).
Площната водна ерозия е широко разпространена върху обработваемите земи, разположени на еднообразни склонове и стичащата се вода образува потоци. Предизвиква бавно и невидимо измиване на най-фините почвени агрегати, което намалява мощността на почвения хоризонт, а също така го обеднява на хранителни вещества. Най-силно се проявява при незаети с растителност площи.
Браздовата водна ерозия се предизвиква от малки водни струи при обилни валежи, топене на снега или при напояване. Течащата вода образува бразди, дълбоки 10 – 15 cm, причиняващи повърхностно изнасяне по наклона на повърхностния почвен пласт. При неправилна обработка тази ерозия може да стане причина за бързо влошаване на почвеното плодородие на големи площи.
Ровинната водна ерозия представлява развитие на браздовата ерозия и се проявява когато течащата вода е по-обилна. При нея браздите са с дълбочина 25 – 30 cm, обедняването на хранителни вещества е по-голямо, а освен това се затрудняват механизираните процеси.

## Ветрова ерозия
Особеностите на ветровата ерозия на почвата са:
- Проявява се в открити равнинни райони при скорост на вятъра в приземния слой 4–7 м/сек.
- При скорост над 12 м/сек се образуват прашни бури, при които става отнасяне на почвения слой 0–5 см и се изскубват току-що поникнали растения.
- Вредата от ветровата ерозия се простира не само върху застрашените полета, но и върху тези в съседство с тях, които биват засипвани с отнесения слой.
- Подобно на водната ерозия, ветровата е по-силно изразена при леки и безструктурни почви.

## Борба с ерозията
Почвената ерозия е проблем за всички територии на света, поради което повсеместно се води борба с почвената ерозия, както на селскостопанския поземлен фонд, така и на горския. Провежданите в противоерозионния комплекс мерки могат да се обединят в 3 групи:
- Агротехнически мероприятия
- Лесомелиоративни мероприятия
- Хидротехнически мероприятия